# XIII Giochi panamericani
I XIII Giochi panamericani si sono disputati a Winnipeg, Canada, dal 23 luglio all'8 agosto 1999. Circa 5.000 atleti provenienti da 42 nazioni parteciparono ai giochi, segnati da 9 controlli antidoping risultati positivi.
Finanziariamente, i giochi del 1999 furono un successo, e generarono un profitto di 8,9 milioni di dollari, grazie anche al contributo di circa 20.000 volontari.
Fu la seconda edizione svoltasi nella cittadina canadese, dopo i V Giochi panamericani del 1967.

## Sport
Ai giochi sono state presenti competizioni relative a 35 diversi sport. Hanno fatto il oro esordio nella manifestazione il Beach volleyball, l'hockey in-line e la categoria velistica del sunfish.
- Atletica leggera
- Badminton
- Baseball
- Beach Volley
- Bowling
- Calcio a 5
- Calcio
- Canottaggio
- Canoa/kayak
- Ciclismo
- Equitazione
- Ginnastica artistica
- Ginnastica ritmica
- Hockey su prato
- Judo
- Karate
- Lotta
- Nuoto
- Nuoto sincronizzato
- Pallacanestro
- Pallamano
- Pallanuoto
- Pallavolo
- Pattini a rotelle
- Pentathlon moderno
- Pugilato
- Scherma
- Sci nautico
- Softball
- Sollevamento pesi
- Squash
- Taekwondo
- Tennis
- Tennistavolo
- Tiro
- Tiro con l'arco
- Trampolino elastico
- Triathlon
- Tuffi
- Vela

## Medagliere
| #      | Nazione           | Oro | Argento | Bronzo | Totale |
| ------ | ----------------- | --- | ------- | ------ | ------ |
| 1      | Stati Uniti       | 106 | 110     | 80     | 295    |
| 2      | Cuba              | 69  | 39      | 47     | 157    |
| 3      | Canada            | 64  | 52      | 80     | 196    |
| 4      | Brasile           | 25  | 32      | 44     | 101    |
| 5      | Argentina         | 25  | 19      | 28     | 72     |
| 6      | Messico           | 11  | 16      | 30     | 57     |
| 7      | Colombia          | 7   | 17      | 18     | 42     |
| 8      | Colombia          | 7   | 16      | 17     | 40     |
| 9      | Giamaica          | 3   | 4       | 6      | 13     |
| 10     | Guatemala         | 2   | 1       | 1      | 4      |
| 11     | Bahamas           | 2   | 0       | 1      | 3      |
| 12     | Cile              | 1   | 4       | 7      | 12     |
| 13     | Porto Rico        | 1   | 3       | 8      | 12     |
| 14     | Rep. Dominicana   | 1   | 3       | 6      | 10     |
| 15     | Ecuador           | 1   | 2       | 5      | 8      |
| 16     | Bermuda           | 1   | 2       | 0      | 3      |
| 17     | Suriname          | 1   | 0       | 1      | 2      |
| 18     | Antille Olandesi  | 1   | 0       | 0      | 1      |
| 19     | Perù              | 0   | 2       | 6      | 8      |
| 20     | Uruguay           | 0   | 1       | 3      | 4      |
| 21     | Barbados          | 0   | 1       | 1      | 2      |
| 21     | Panama            | 0   | 1       | 1      | 2      |
| 23     | Isole Cayman      | 0   | 1       | 0      | 1      |
| 23     | Honduras          | 0   | 1       | 0      | 1      |
| 25     | Costa Rica        | 0   | 0       | 1      | 1      |
| 25     | El Salvador       | 0   | 0       | 1      | 1      |
| 25     | Trinidad e Tobago | 0   | 0       | 1      | 1      |
| Totale | Totale            | 329 | 328     | 392    | 1049   |